# Silver Apples
Die Silver Apples waren ein 1967 gegründetes New Yorker Space-Rock-Duo, das hauptsächlich mit elektronischer Unterhaltungsmusik bekannt geworden ist und bis heute einen Kultstatus in manchen Musikszenen genießt. Gründungsmitglieder waren Dan Taylor (Schlagzeug) und Simeon Oliver Coxe, der einen selbstgebauten Synthesizer bediente. Die Band benannte sich wahrscheinlich nach Morton Subotnicks Synthesizer-Komposition Silver Apples of the Moon (1967). Seit 2006 war Silver Apples das Soloprojekt von Simeon Oliver Coxe (* 4. Juni 1938; † 8. September 2020).

## Bandgeschichte

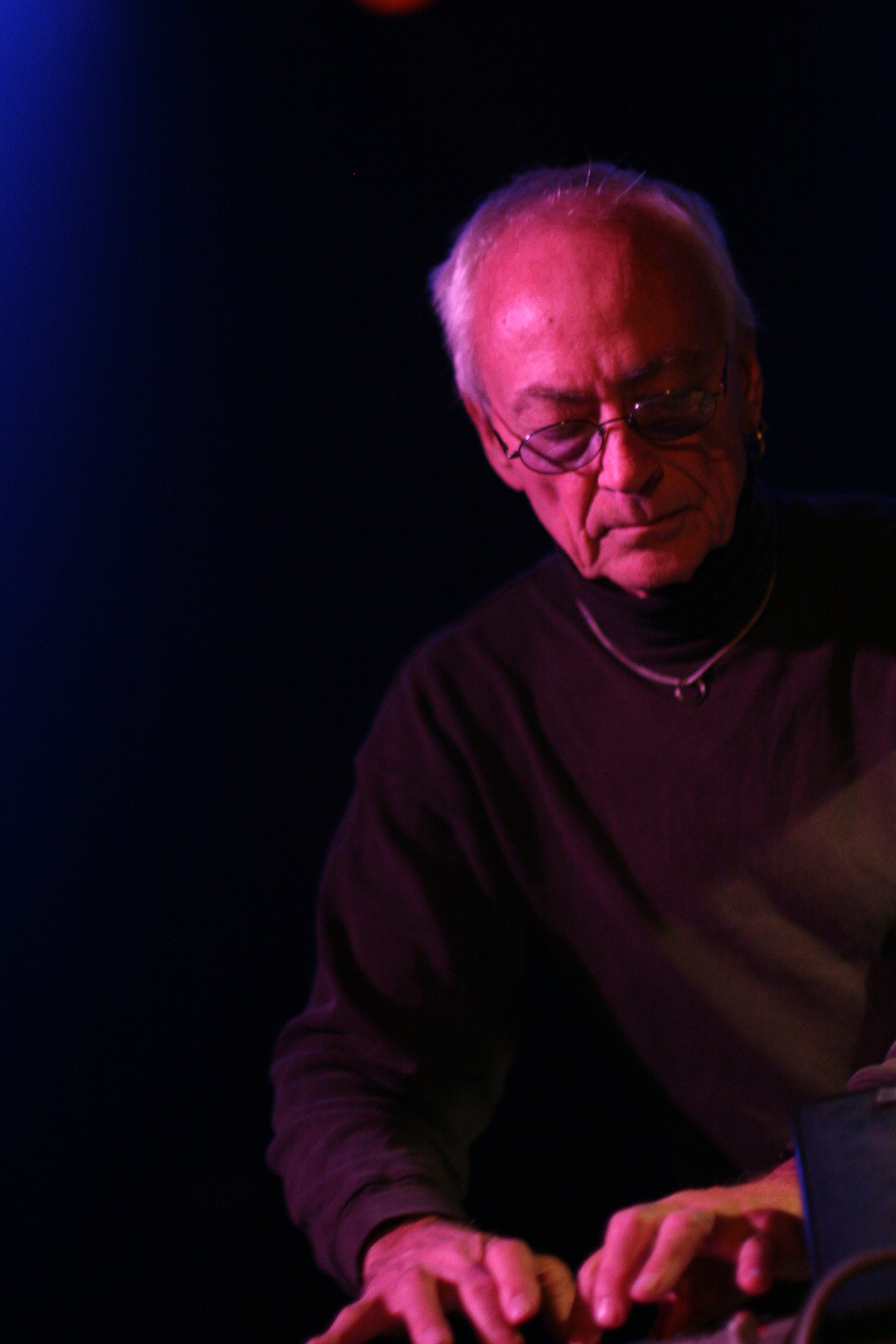
Simeon Oliver Coxe 2008

Das gleichnamige erste Album erschien 1968 auf KAPP Records und behauptete sich zehn Wochen lang in der Top-100-Liste des Billboard Magazines. Das zweite Album Contact erschien 1969. Ein 1970 aufgenommenes drittes Album wurde nach Ausscheiden des Plattenlabels vom Markt nicht mehr veröffentlicht. Die unautorisierte Verwendung ihres Logos auf dem LP-Cover von Contact veranlasste die US-Luftlinie PanAm zu einem Gerichtsverfahren, das die Band überforderte und in der Folge ihr vorläufiges Ende herbeiführte. Die Band löste sich auf, bis 1994 das deutsche Label TRC ein CD-Bootleg der ersten beiden LPs mit Poster wiederveröffentlichte. Seitdem haben zahlreiche Musiker weltweit Coverversionen der Band gespielt oder die Silver Apples gesamplet, auch kamen Tributalben auf den Markt. 1996 trafen die Silver Apples wieder zusammen, um mit Freunden und Fans neue Stücke aufzunehmen und zu spielen. Einige der anschließenden Veröffentlichungen enthielten den ersten Silver Apples Song seit 26 Jahren, Fractal Flow. 1997 traten die Silver Apples zum ersten Mal wieder unter ihrem Namen auf, allerdings noch ohne Dan Taylor. Bei dem Konzert in der Knitting Factory sollen zahlreiche Prominente zugegen gewesen sein. Die Presse ließ es an eindeutigen Kritiken nicht fehlen:
- „The Gods of Space Rock re-emerge!“ Now Magazine
- „A timely return by the late 60's technorock genius Simeon“ The Village Voice
- „Silver Apples... a beautiful and mysterious artifact.“ The New York Times
- „Simple weird magic. It’s pop from outer space.“ New York Post
- „Wielding the handle of a homemade oscillator like a whammy bar, Simeon, the King of Plug, drove his ensemble of brushcut technoids like Mad Max conducting Kraftwerk.“ Rolling Stone Magazine

1997 spielte die Band im Frühling eine ausgedehnte Tour durch die Vereinigten Staaten, im Sommer eine Europa- und im Herbst eine Japantour. Ebenfalls 1997 erschien die neue CD, Beacon, die zusammen mit Steve Albini aufgenommen wurde auf dem bandeigenen Label Whirlybird Records. 1998 erschien Decatur. Ebenfalls 1998 kam Dan Taylor wieder zur Band dazu. The Garden wurde veröffentlicht, dabei handelte es sich um wiederentdeckte Einspielungen für das verloren geglaubte dritte Album (1970). Ebenfalls 1998 erschien Beacon remixed, Remixe der Aufnahmen mit Steve Albini.
Nach einem Autounfall wurde Simeon schwer verletzt und fiel für fast zwei Jahre aus. Trotz teilweiser Lähmung erschien 1999 unter dem Namen Simeon & The Alchemysts eine CD zusammen mit der britischen Band Alchemysts (Woronzow Records, Rubric Records). Weitere Soloperformances folgten. 2005 starb Dan Taylor in Kingston, New York, mit 56 Jahren. Simeon Cox hat als Solomusiker den Drumsound Dan Taylors nach eigenen Aussagen elektronisch reproduziert.

## Diskografie

### Studioalben
- 1968: Silver Apples (Kapp Records) (1997 rereleased)
- 1969: Contact (Kapp Records) (1997 rereleased)
- 1998: Beacon (Whirlybird)
- 1970/1998: The Garden (Whirlybird)
- 1998: Decatur (Whirlybird)
- 2016: Clinging To A Dream (ChickenCoop Recordings)

### Remixalben
- 1998: Beacon Remixed (Whirlybird Records)
- 2000: Remixes (3rd Stone)

### Singles
- 1968: Oscillations / Whirly Bird (7"Single) (Kapp Records)
- 1969: You and I / I Have Known Love (7"Single) (Kapp Records)
- 1996: Fractal Flow / Lovefingers (7"Single) (Enraptured)
- 1997: Fractal Flow / Lovefingers (CD) (Whirlybird Records)
- 1998: A Lake of Teardrops (mit Spectrum) (CD) (Space Age Recordings)
- 2007: I Don’t Know (mit One Cut Kill) (7"-Split-Single) (Gifted Children Records)
- 2012: The Edge Of Wonder (7") (Enraptured)
- 2014: Missin You (Enraptured)
- 2016: The Edge Of Wonder (CD) (ChickenCoop Recordings)
- 2016: Vitamin C / Lovefingers (mit Can) (7") (Galaxy Sound Co.)

### EPs
- 2008: Gremlins (Gifted Children Records)

### Kompilationen
- 1997: Silver Apples (MCA Records)
- 2008: Selections from the Early Sessions (ChickenCoop Recordings)

### Tributalben
- 1996: A Tribute to the Silver Apples (7" EP) (Enraptured) (10 Bands Tribut)
- 1996: A Tribute to the Silver Apples (10" EP) (Enraptured) (11 Bands Tribut)
- 1996: A Tribute to the Silver Apples (CD) (Enraptured) (11 Bands Tribut)